# 小行星22577
小行星22577（22577 Alfiuccio）是一颗绕太阳运转的小行星，为主小行星带小行星。该小行星于1998年4月19日发现。

## 轨道参数
小行星22577的轨道半长轴为342 600 995 km，2.2901136 UA，离心率为0.149。